# Kasper de Roo
Kasper de Roo (* 2. August 1951 in Den Haag) ist ein niederländischer Dirigent.

## Leben
Kasper de Roo studierte Dirigieren und Fagott an den Konservatorien in Den Haag und Amsterdam. Er war zunächst Fagottist im Rotterdams Philharmonisch Orkest und debütierte 1979 als Dirigent beim Cabrillo Music Festival in Santa Cruz (Kalifornien). 1984 wurde er Kapellmeister an der Staatsoper Stuttgart, von 1992 bis 1997 war er Musikdirektor der Stadt Innsbruck, Opernchef am Tiroler Landestheater und Chefdirigent des Innsbrucker Symphonieorchesters, von 1994 bis 1998 leitete er das National Symphony Orchestra of Ireland. 1999 gründete er Windkraft Tirol, ein Ensemble für zeitgenössische Musik, das unter anderem beim Festival Klangspuren in Schwaz auftrat. 
De Roo dirigierte Opern an Opernhäusern in Amsterdam, Enschede, Brüssel, Berlin, Bonn, Stuttgart und Innsbruck und symphonische Werke in zahlreichen Orchesterkonzerten. Einen besonderen Schwerpunkt bildeten dabei Werke von Igor Strawinsky und Dmitri Schostakowitsch. Daneben leitete er viele Uraufführungen zeitgenössischer Musik, u. a. von Mauricio Kagel, Giselher Klebe und Emmanuel Nunes, insbesondere mit dem Ensemble Modern. Als Gastdirigent wirkte er unter anderem mit dem Koninklijk Philharmonisch Orkest Antwerpen, dem NDR-Sinfonieorchester, der  Nationalphilharmonie Warschau, dem Columbus Symphony Orchestra, dem Sinfonieorchester Basel und dem Bruckner Orchester Linz.

## Auszeichnungen
- Preisträger beim Concours international de jeunes chefs d’orchestre de Besançon, 1980[1]
- Ehrenzeichen für Kunst und Kultur der Stadt Innsbruck, 1997[2]
- Nominierung für den Preis der deutschen Schallplattenkritik für die CD-Aufnahme von Elliott Sharps Tessalation Row, 2004